# Ftalilsulfatiazolo
Lo ftalilsulfatiazolo è un farmaco appartenente alla classe dei sulfamidici intestinali, caratterizzati da una scarsa biodisponibilità in seguito a somministrazione orale e quindi aventi azione principalmente a livello gastrointestinale.

## Meccanismo d'azione
Come tutti i sulfamidici, il farmaco è un inibitore competitivo dell'enzima diidropteroato sintetasi.
In particolare sostituisce l'acido p-amminobenzoico (PABA) come falso substrato, bloccando la via sintetica che porta alla produzione
dell'acido tetraidrofolico, essenziale per la sintesi delle basi puriniche, e quindi per la sintesi e la replicazione degli acidi nucleici.
La selettività dell'azione verso i batteri deriva dal fatto che l'essere umano non è in grado di sintetizzare l'acido folico, ma lo assume attraverso la dieta.
Per il meccanismo d'azione l'effetto sui microorganismi alle dosi terapeutiche è generalmente batteriostatico.
La resistenza al farmaco è ormai ampiamente diffusa.

## Farmacocinetica
In seguito a somministrazione orale, solo il 5% circa del farmaco è assorbito, in seguito a dopo lenta idrolisi del legame ammidico a dare sulfatiazolo. Il restante 95% rimane nell'intestino e viene escreto con le feci immodificato.

## Uso clinico
Il suo uso, oggi molto limitato, può essere indicato nel trattamento della dissenteria, delle coliti, delle gastroenteriti e nell'ambito di operazioni chirurgiche intestinali.
In particolare lo ftalilsulfatiazolo è stato studiato in associazioni con neomicina come antisettico per la prevenzione delle infezioni secondarie a interventi chirurgici al colon.
È stato inoltre valutato senza ottenere risultati positivi nel trattamento dell'artrite reumatoide.
In questo caso la distribuzione principalmente a livello gastrointestinale del farmaco è stata proposta come ragione della scarsa efficacia del trattamento.

## Effetti collaterali
Gli effetti collaterali possono includere reazioni allergiche, agranulocitosi e anemia aplastica.